# Дион Касий
Дион Касий Кокцеан (на старогръцки: Δίων Κάσσιος; на латински: Dio Cassius Cocceianus) е римски историк от старогръцки произход.
Той е дядо или прадядо на Касий Дион, консул през 291 г.

## Биография
Роден е в град Никея (в областта Витиния). Син е на Касий Апрониан, наместник при император Марк Аврелий на Далмация и Киликия и суфектконсул през 183/184 г. По майчина линия е роднина на гръцкия философ и писател Дион Хрисостом.
След като получава риторическо образование, през 180 г. започва служебна кариера. Става сенатор, претор и консул (втория път – през 229 г. – заедно с император Александър Север). След това успява да се откъсне от обществените дела и се връща във Витиния. Умира в Никея.
Неговият най-голям научен труд е писаната на старогръцки език „Римска история“ (на латински: Historia Romana), по която работи над него 22 години. Състои се от 80 книги (отразяващи цялата римска история до момента – от идването на Еней, прародителя на първите римски царе, в Италия до 229 г.), но са оцелели напълно са само книгите с номерация от 36 до 54, обхващащи периода (68 г. пр.н.е. до 10 г. н.е.) Другите са съхранени частично.